# Павлина Ножарова
Павлина Матеева Ножарова (на английски: Paula Nojarova) е български и американски учен (лекар хирург) със значителен принос в лицевата пластична хирургия.

## Биография
Родена е в семейството на Матея Ножаров, родом от Сопот и Гина Василева Шахпазова, родом от Карлово в Русе на 30 май 1914 г. Сестра е на известната оперетна певица, актриса, предприемач и филантроп Надя Ножарова.
Павлина завършва Американското девическо училище (днес ГЧЕ „Екзарх Йосиф I“) в Ловеч и медицина в Медицинския университет в Загреб през 1941 г. Живяла е последователно в Хърватия, Чехословакия, Венецуела и Съединените американски щати.
Омъжва се за доктор Хаскел Елис (Haskell Ellis) през 1968 г. и се установяват в Ню Йорк. Работи в областта на лицево-челюстната пластична хирургия.
Ножарова умира на 17 май 1986 г. в Ню Йорк на 71 годишна възраст.

## Кариера
След като завършва медицина, заминава за Прага и се присъединява към екипа на професор Франтишек Буриан (Frantisek Burian), който се счита за един от основателите на съвременната пластична хирургия. Клиниката на проф. Франтишек Буриан е най-голямата клиника за пластична хирургия в Източна Европа по това време.
В Съединените щати работи в областта на лицево-челюстната пластична хирургия заедно с д-р Джон Маркис Конвърс и проф. д-р Блеър Роджърс в Института за реконструктивна пластична хирургия към Нюйоркския университет.
През годините тя участва в множество научни разработки на международни екипи от учени, сред които се открояват имената на проф. д-р Страатсма – президент на Американската асоциация по пластична и реконструктивна хирургия, проф. Аугусто Боньола – съосновател на Италианското хирургично дружество на ръката и проф. Карл Шутгард – професор по стоматология, орална и лицево-челюстна медицина в университетската клиника Hamburg-Eppendorf.

### Научни разработки
- Трансплантация на тъкани и органи (на английски: The Transplantation of Tissues and Organs)[8]
- Трудова терапия – въведение и принципи (на английски: Ocupational Therapy—Introduction and Principles)[9]
- Напредък в лицево челюстната хирургия (на немски: Fortschritte der kiefer und gesichts chirurgie)[10]
- Интегументарна реконструкция (Пластична и реконструктивна хирургия) в съвременната травматология (на италиански: La ricostruzione tegumentaria nella moderna traumatologia)[11]
- Рани по ръцете (на френски: Plaies de la main)[12]

## Лекции „Ножарова“
В нейна памет д-р Блеър Роджърс от Нюйоркското регионално дружество на пластичните хирурзи (New York Regional Society of Plastic Surgery) основава периодична „Лекция Ножарова“, първата лекция, посветена на приноса на жените в пластичната хирургия. През годините лекции са изнасяли много признати специалисти в областта на медицината.